# James Gartner
James Gartner (...) è un regista e produttore cinematografico statunitense.
Ha avuto un ruolo in solo due film: in veste di regista in Glory Road (2006) e come produttore di The Last Leaf (1983).